# Mudéjararkitektur i Aragonien
Mudéjararkitektur i Aragonien är en estetisk riktning i Mudéjarstilen, som har sitt centrum Aragonien (Spanien) och har uppmärksammats genom att en del byggnadsverk fått status som världsarv.
Kronologin för de aragonesiska Mudejarerna spänner från 1100-talet och fram till 1600-talet och omfattar fler än hundra arkitektoniska monument belägna främst i dalgångarna till Ebro, Jalón och Juloca. I området fanns en stor befolkning med muslimskt ursprung, även om många av dem nominellt var kristna. Beskrivna som Mudejarer eller Morisco, behöll de sina verkstäder och traditionella hantverk, och använde sällan sten som byggnadsmaterial.
De första manifestationerna av Aragonesiska Mudejarerna har två ursprung: å ena sidan, en palatsliknande arkitektur kopplad till monarkin, som förändrar och utökar Aljafería bevarandes den islamiska ornamentala traditionerna, och å andra sidan, en tradition som utvecklar den Romanska arkitekturen genom att använda tegel istället för byggsten och som ofta uppvisar ornamenterade spröjsverk med spanska rötter. Exempel på den senare typen av mudejararkitektur kan ses i kyrkan i Daroca, som började byggas i sten och avslutades på 1200-talet med Mudejariska tegelpaneler.
Utifrån en byggnadsteknisk synvinkel, använder sig Mudejararkitekturen helst av funktionella gotiska planer, men med en viss skillnad. Strävpelare saknas vanligen, särskilt i absiden som kännetecknas av en oktogonal plan med tjocka murar som kan hålla för takets tryck och som ger utrymme för att lysa upp tegeldekorationer. Å andra sidan, är strävpelare ofta ett inslag i mittskeppen där de kan toppas av små torn, likt i Catedral-Basílica de Nuestra Señora del Pilar. Det kan finnas sidokapell som inte tydligt syns från exteriören. Kyrkor i stadsdelar (såsom San Pablo i Zaragoza) eller mindre städer saknar vanligen sidoskepp, men platser för fler altare finns i kapellen mellan långhusets strävpelare. Det är vanligt att dessa sidokapell har slutna svalgångar eller ándite (gångvägar), med fönster mot ut- och insidan av byggnaden. Detta utseende kallas en kyrkofästning, och dess prototyp kan vara kyrkan i Montalbán.
Det typiska klocktornen uppvisar en enastående ornamental utveckling och deras byggnadsstruktur har ärvts från den islamiska minareten.

## Ett världsarv

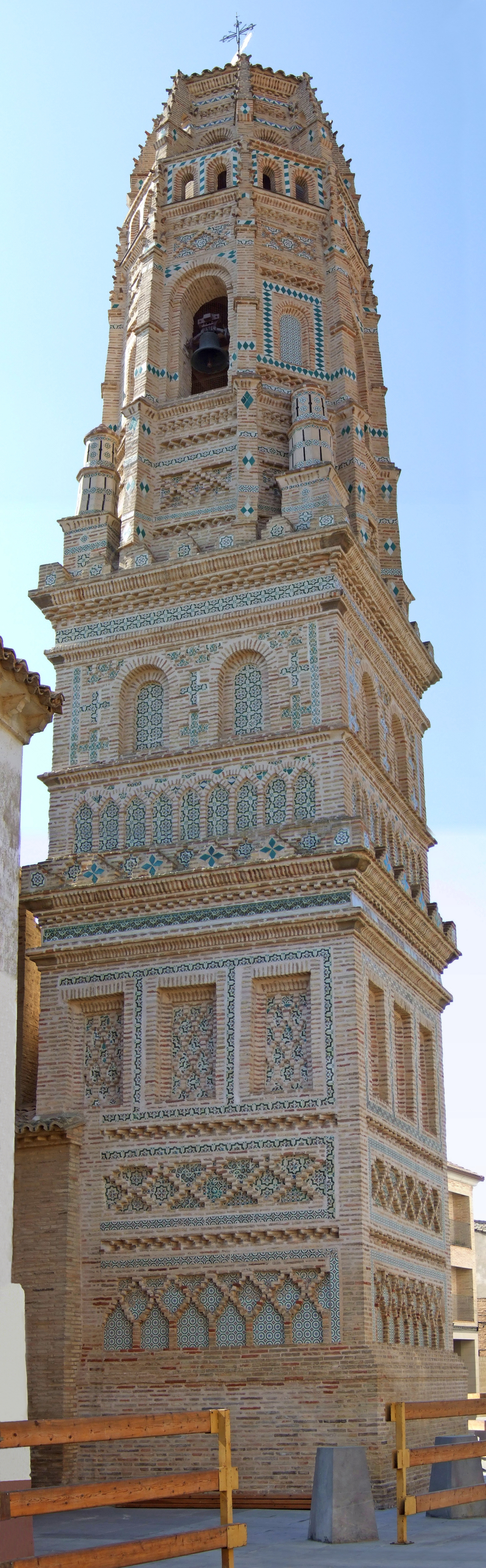
Tornet till Utebo kyrka.

1986 blev Mudejarkomplexet i Teruel ett världsarv. Detta utvidgades 2001 för att även omfatta andra Mudejarmonument i Aragonien:
| Kod     | Namn                                                      | Plats                | År   |
| ------- | --------------------------------------------------------- | -------------------- | ---- |
| 378-001 | Tornet, taket och kupolen till Teruels domkyrka           | Teruel               | 1986 |
| 378-002 | Tornet och kyrkan i San Pedro                             | Teruel               | 1986 |
| 378-003 | Tornet och kyrkan i San Martín                            | Teruel               | 1986 |
| 378-004 | Tornet och kyrkan i Salvador                              | Teruel               | 1986 |
| 378-005 | Absiden, korsgången och tornet i Colegiata de Santa María | Calatayud            | 2001 |
| 378-006 | Santa Teclas församlingskyrka                             | Cervera de la Cañada | 2001 |
| 378-007 | Sankta Maria kyrka i Tobed                                | Tobed                | 2001 |
| 378-008 | Mudéjarlämningar efter palatset Aljafería                 | Zaragoza             | 2001 |
| 378-009 | Tornet och församlingskyrkan i San Pablo                  | Zaragoza             | 2001 |
| 378-010 | Absiden, kyrkan och kupolen i La Seo                      | Zaragoza             | 2001 |

## Landmärken

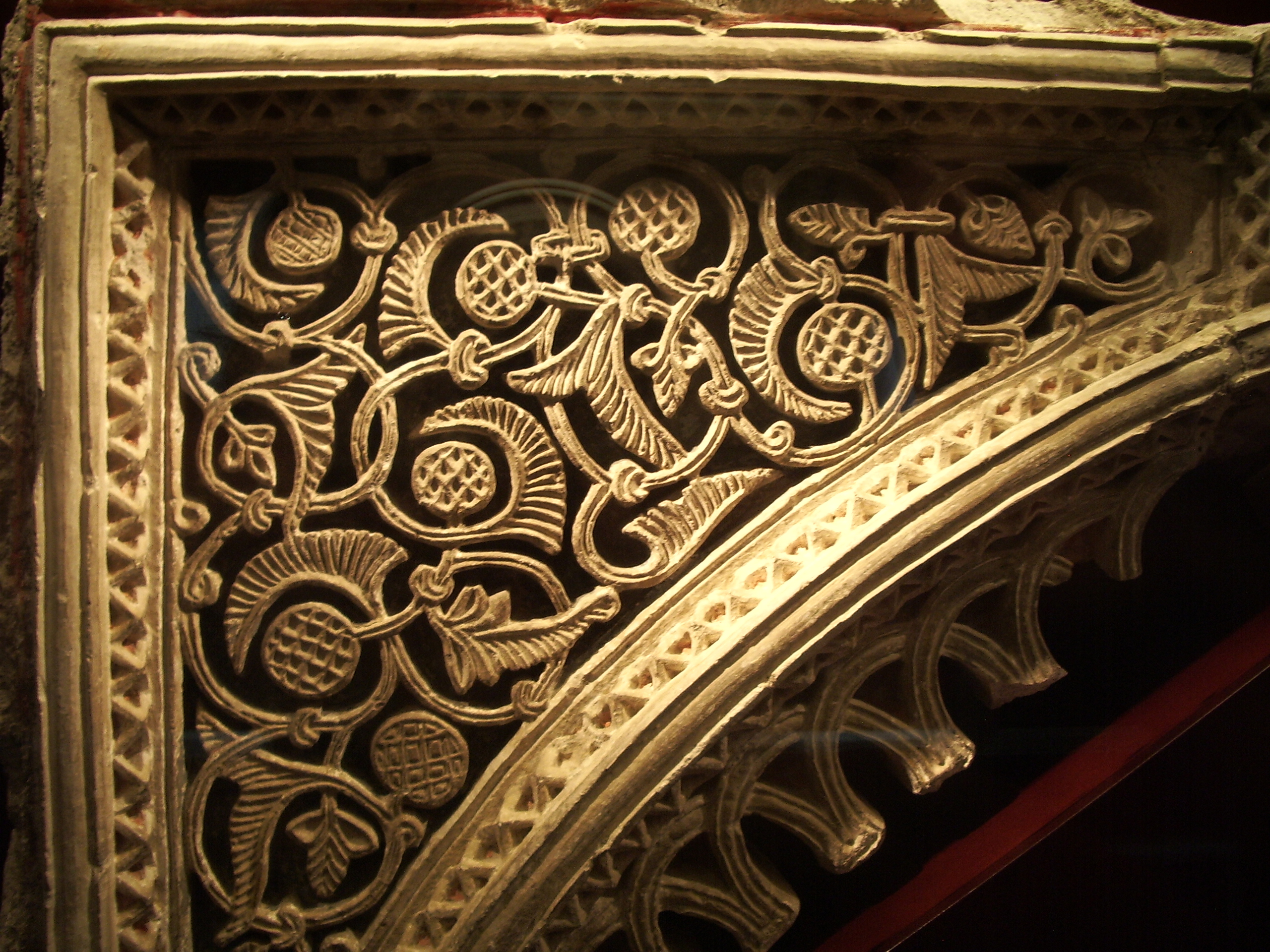
Mudejardesign i Peter IV av Aragoniens palats Aljafería: alfiz och spandrel.

- La Seo
- Aljafería
- Teruels domkyrka